# Irlandesi americani
Un irlandese americano o irlando-americano (in inglese: Irish Americans; in irlandese: Gael-Mheiriceánaigh) è un cittadino statunitense di discendenza irlandese.
Secondo il rapporto 2013 dell'American Community Survey, viene stimato che 55.348.049 persone residenti negli Stati Uniti (l'11,9% della popolazione totale) abbiano ascendenze irlandesi e rappresentino il secondo gruppo etnico di ascendenza europea per consistenza dopo i tedeschi americani.
L'arrivo degli irlandesi negli Stati Uniti d'America fu una conseguenza di una grande carestia che colpì la nazione negli anni '40 del 1800, la quale portò diversi milioni di nativi a tentare la fortuna nelle Americhe.
L'arrivo degli irlandesi portò anche a una diffusione più celere e forte del cattolicesimo, dal momento che negli Stati Uniti era diffuso e più praticato il protestantesimo, e anch'esso come altre caratteristiche culturali degli immigrati contribuì a costituirne un'identità comune forte ancora oggi.

## Immigrazione in America

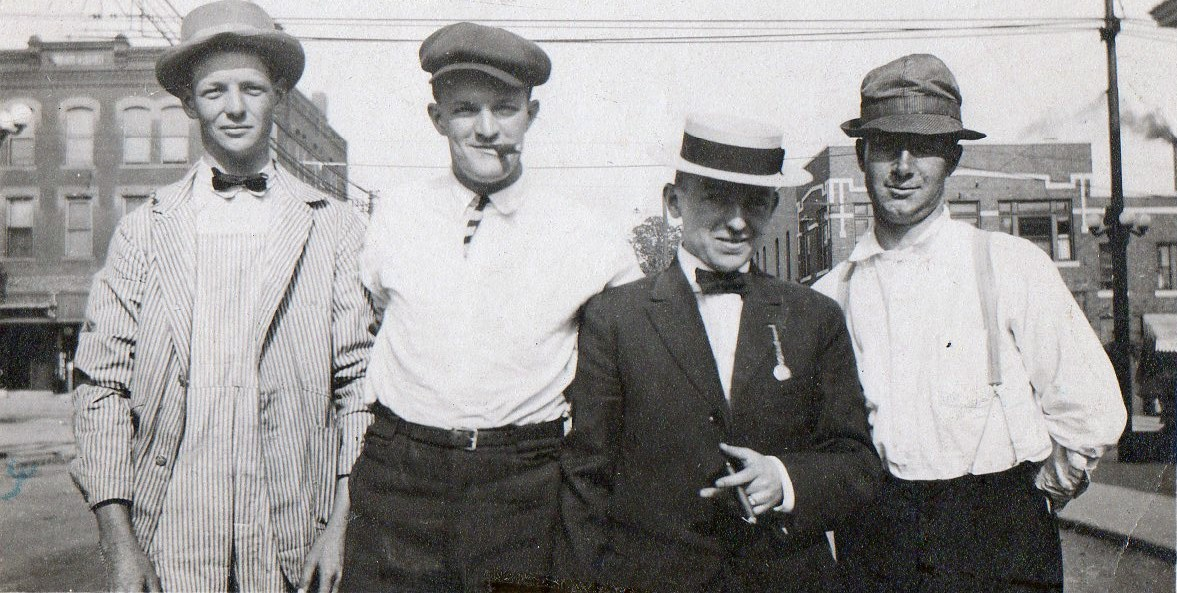
Immigrati irlandesi a Kansas City, 1909.

L'emigrazione dall'Irlanda, fin dall'inizio del XIX secolo, rappresentò un flusso continuo anche se non numerosissimo, nel 1845, a fronte del primo calo di produzione della patata vi fu un brusco aumento dell'emigrazione, in parte erano gli stessi proprietari terrieri ad incoraggiare i loro contadini a lasciare il paese pagando loro la traversata.
La prima ondata migratoria era quindi composta da persone in discrete condizioni fisiche e di salute. Inizialmente gli emigranti irlandesi erano soprattutto di religione protestante, in un secondo momento invece fu predominante il numero di cittadini cattolici.

A partire dal 1846 vi fu un esodo senza precedenti, masse enormi di persone allo stremo delle forze si riversarono in ogni possibile imbarcazione diretta principalmente verso le colonie del Canada, in ogni porto dell'est degli Stati Uniti e in Gran Bretagna e Galles portando con sé le malattie derivanti dalla denutrizione e scatenando epidemie nei luoghi di destinazione, ragion per cui le imbarcazioni su cui arrivavano assunsero il nome di navi pattumiera.
I primi arrivati negli Stati Uniti d'America furono in larga maggioranza scotoirlandesi, anche conosciuti come scozzesi dell'Ulster, nome con cui venivano indicate persone di ascendenza scozzese e inglese emigrate in Irlanda e in seguito nell'America settentrionale. Dato che gli scotoirlandesi erano originari di Ulster, che dal XVII secolo era diventata una colonia per le piantagioni del Regno Unito, un gran numero di lavoratori della terra provenienti dalla Scozia e dall'Inghilterra si mescolarono con gli irlandesi.
Gli scotoirlandesi, essendo i primi arrivati in America nel periodo delle prime ondate migratorie, venivano essenzialmente riconosciuti come "irlandesi", fino a che nel XIX secolo non giunsero negli Stati Uniti i primi irlandesi cattolici.
Nel rapporto 2000 dell'US Census veniva indicato che circa 3 milioni e mezzo di persone si possono identificare come scotoirlandesi americani, conteggiati separatamente come etnia dagli irlandesi.

Fuggiti dalla situazione disagio economico e sociale che stava sconvolgendo la regione dell'Ulster nel XVIII secolo, gli scotoirlandesi arrivarono in parte prima del 1776 ufficialmente come coloni per l'impero britannico. All'alba del XIX secolo, quando iniziarono le prime ondate migratorie degli irlandesi cattolici, gli scotoirlandesi erano pienamente integrati nella società statunitense anche per via dell'assimilazione culturale cui erano stati sottoposti nel corso delle generazioni.
Anche gli scotoirlandesi furono percepiti come un gruppo a parte dagli americani, ma l'immigrazione di massa degli irlandesi cattolici avvenuta in un'epoca successiva e il cui numero era di gran lunga superiore a quello dei loro predecessori lì porto a separarsi dalla comunità principalmente per la loro fede cattolica, che in un paese a maggioranza protestante veniva malvista, e per le diverse origini etniche.
Inoltre, gli immigrati irlandesi provenivano prevalentemente da una cultura rurale, ed entrarono negli Stati Uniti nell'epoca in cui più di tutte la società era in piena trasformazione per via dell'industrializzazione.
Prima della rivoluzione americana, l'arrivo dei cattolici irlandesi era pressoché moderato, dal momento che i pochi arrivati si dedicavano a servizi domestici, lavori in opere pubbliche oppure a causa di deportazioni penali. Dopo il 1820 gli arrivi iniziarono ad essere più consistenti e sempre più numerosi erano i migranti maschi che venivano ingaggiati come manovalanza per l'edilizia pubblica e la costruzione di canali nel Nord-Est degli Stati Uniti (vedi la costruzione del canale Erie).
Tra il 1820 e il 1860, gli irlandesi costituivano 1/3 di tutti gli arrivi di immigrati negli Stati Uniti, e due terzi di essi erano cattolici. Questa tendenza raggiunse il suo picco nel 1840, quando quasi la metà degli immigrati giunti negli Stati Uniti provenivano dall'Irlanda.
Molti di questi immigrati si riversarono nelle metropoli più importanti, in particolare a Boston e New York, ma anche a Filadelfia, Pittsburgh, Detroit, Chicago, St. Louis, San Francisco e Los Angeles.
Si conta, che nel 1910 ci fossero più persone di origini irlandesi a New York che a Dublino.
Essendo senza lavoro e obbligati nella maggior parte dei casi, molti cattolici irlandesi si arruolarono nell'esercito degli Stati Uniti come soldati e combatterono la guerra messico-statunitense e in seguito la guerra civile americana, quest'ultima si dimostrò efficace nell'evidenziare le difficoltà di inserimento nell'esercito a causa delle tendenze anticattoliche e antirlandesi presenti nelle forze armate.
I sentimenti di repulsione e odio nei confronti degli irlandesi arrivò a manifestarsi in episodi di sommosse e linciaggi in numerosi casi, uno dei più eclatanti furono i disordini di New York (1863) seguiti dalla coscrizione ordinata dal presidente Abraham Lincoln nello stesso anno.

## Comunità
Consistenti comunità di irlandesi e loro discendenti si possono trovare in tutti gli Stati, da quelli del Nord, Minnesota (11.7%), Montana (16.4%), Michigan (12.0%); a quelli del Nord Est, Ohio (14.8%), Illinois (13.3%), Connecticut (17.9%), Maine (18.3%), New Hampshire (22.7%), Pennsylvania (18.2%), Massachusetts (23,8%), Rhode Island (18.3%), New Jersey (15.9%), Vermont (17.9%), New York (12,9%), Maryland (11.7%); a quelli della Costa Ovest, California (7.7%), Oregon (13.2%), Washington (12.6%); fino a quelli più centrali, Indiana (10.8%), Kentucky (10.5%), Missouri (14.8); e quelli del Sud, Louisiana, Texas (8.2%) e Florida (10.3%).
Il 17 marzo gli irlandesi d'America festeggiano il patrono d'Irlanda (Giorno di San Patrizio), in molte città degli Stati Uniti si svolge una grande e suggestiva parata dove il "verde d'Irlanda" è il colore predominante, la più imponente è quella di New York, tuttavia se ne possono vedere altrettanto importanti a Chicago, Boston, San Francisco, Dallas, New Orleans e Savannah (Georgia).

## Stereotipi
Come capitato per numerose altre comunità immigrate, gli irlandesi americani sono stati a lungo oggetto di stereotipi che li raffiguravano come persone violente e disordinate, inclini all'alcolismo e alla vita criminale come membri di bande di strada o associazioni a delinquere, elettori politici illegali e succubi dei propri superiori connazionali.
Come successo per gli italoamericani, anch'essi sono stati in seguito accusati di inclinazione a delinquere. Le condizioni di vita precarie delle prime generazioni di immigrati portò molti di essi a trovare in attività illegali l'unico sostentamento possibile, dapprima come fenomeno marginale e praticato in sparse e disorganizzate bande di strada e in seguito avviatesi verso una mutazione più profonda che comportò la nascita della mafia irlandese.

## Occupazioni
Dopo il 1840, la maggioranza degli immigrati irlandesi cattolici si diressero verso le grandi città o verso le cittadine industriali della costa orientale. Al di fuori della città di New York, nel Midwest o nel Far West, i manovali irlandesi venivano assunti da connazionali contrattuali per prestare manodopera ai lavori ferroviari, stradali ed edilizi. Molti si mossero verso il New England, in cittadine industriali come Holyoke, Lowell, Taunton, Brockton, Fall River, e Milford, Massachusetts, dove i proprietari delle industrie tessili erano predisposti ad assumere i nuovi immigrati. Una grande parte delle donne irlandesi cattoliche lavorarono come badanti, governanti o donne di servizio in hotel e residenze private.
Grandi numeri di immigrati irlandesi erano in condizioni di estrema povertà, e vivevano nelle periferie delle grandi città. Erano, infatti, gli immigrati di gran lunga più poveri di coloro che giungevano in America dall'Europa. Molte donne vennero ben presto abbandonate o rimasero vedove. Di conseguenza, vi furono, nelle comunità irlandesi-americane, molti casi di malattia, fisica o mentale; inoltre molti erano i casi di alcolismo e delinquenza, che coinvolsero direttamente anche le donne irlandesi.
Le donne in particolare si accontentavano di occupazioni molto umili e poco retribuite. La maggior parte lavorava nelle fabbriche, come governanti e lavoratrici domestiche, ed erano considerate il gruppo di donne più basso nella scala sociale e occupazionale americana, al pari delle lavoratrici afro-americane. Le condizioni nelle fabbriche dell'industria tessile erano particolarmente disagevoli: per le donne irlandesi era un'occupazione d'emergenza, spesso scelta dalle donne rimaste vedove o abbandonate dal marito.
Sebbene gli irlandesi cattolici avessero cominciato la loro scalata sociale e professionale dal gradino più basso, entro l'anno 1900 la comunità irlando-americana era diventata paragonabile a quella dei loro nuovi connazionali e a quella degli altri gruppi di origine immigrata. Un punto a loro vantaggio era rappresentato dalla mancanza di una barriera linguistica (i parlanti monolingua di gaelico irlandese erano rari; la stragrande maggioranza degli irlandesi era bilingue), che rappresentava un grosso problema, ad esempio, per gli immigrati italiani. Gli irlandesi furono in grado di farsi velocemente strada nel mondo del lavoro americano, a differenza degli altri europei. Situazioni riconducibili a quelle di metà '800 erano tuttavia ancora presenti presso le comunità irlandesi in città come Chicago, Boston e New York. Dopo il 1945, gli irlando-americani si trovavano quasi al vertice della piramide sociale, sebbene l'immigrazione dall'Irlanda stesse continuando.

### Polizia e pompieri
Nella città di New York e in altre città, gli irlandesi trovavano spesso lavoro nelle forze dell'ordine o nei corpi di vigili del fuoco. Entro il 1855, il 17% dei poliziotti di New York era nato in Irlanda (a paragone del 28% complessivo urbano), ovvero 304 agenti su 431 nati all'estero. Negli anni '60 dell' '800, metà dei poliziotti di New York erano irlandesi. Attorno al 1900, cinque poliziotti newyorkesi su sei erano nati in Irlanda o figli di immigrati irlandesi. Nel 1960, il 42% dei poliziotti di New York si potevano definire irlando-americani.
Al giorno d'oggi, le forze dell'ordine e i corpi di vigili del fuoco del New England e dell'East Coast hanno una forte tradizione irlando-americana.